# 千葉雄大
千葉雄大（日语：／ Chiba Yūdai，1989年3月9日—），日本男演員、模特兒，畢業於宮城縣仙台第三高等學校。身高173公分，血型O型，隸屬於日本音樂娛樂。
2010年2月以《天裝戰隊護星者》作為演員出道，角色為「阿拉塔／護星紅」。

## 早年生活
- 家庭有父母及弟弟共四人。
- 曾就讀多賀城市立城南小学校，與多賀城市立高崎中学。
- 小時候喜歡的戰隊作品是東映戰隊系列的《恐龍戰隊獸連者》[2]。
- 初中時是網球社副社長，高中也有打網球，但是並不喜歡打網球。
- 高中的時代不擅長理科和數學，但擅長英語。
- 曾就讀玉川大學文理學系。
- 進大學前其實想從事電影工作，志願是就讀學習電影製作的學校，卻不合格

## 演藝簡歷
- 2007年10月，參加了Toppa的模特兒徵選[3]。後於擔任雜誌《CHOKi CHOKi（日语：CHOKi CHOKi）》的專屬模特兒期間，被現今事務所的工作人員發掘出道 [4]。
- 2009年9月，進入事務所數週後，參加了天裝戰隊護星者的試鏡得到了Arata∕護星紅的角色，也成為了第一個平成年（西元1989年）後出生的紅戰士。
- 2011年10月到12月期間，演出了連續劇《逃亡～為了所愛的你》中反派角色乾利夫。
- 2012年4月，在富士電視台的連續劇《青蛙公主》挑戰了歌舞秀（Show Choir（页面存档备份，存于））形式的演出，在劇中擔任媽媽合唱團的團員之一。
- 在日本電視台節目《世界一受けたい授業》獲得了100萬日圓的圖書券後，於2012年6月為小學母校，多賀城市立城南小学校捐贈了繪本。
- 2014年4月4日，在週五維京人（日语：バイキング_(テレビ番組)）首播時喝下瘦身白蘿蔔汁時脫口說出：「難喝！」，而被節目製作組以「太過誠實，無法隱藏心聲的男人」為標語成立了個人單元《實話王子殿下》。此後他也開始被稱為實話王子。
- 2014年6月20日，沒有出國旅行過的他，在前述同一節目中突然被主持人之一的宮迫博之贈與當日傍晚前往新加坡的機票。展開三天兩夜的周末臨時旅行，不但成為他人生中第一次出國的經驗，也在隔週節目中作為特別單元播出。
- 2017年3月3日，以電影《殿下萬萬稅》中千坂仲內一角獲得第40回日本電影金像獎最佳新人獎。

## 作品列表
粗體字為主演作品。

### 電視劇
- 天裝戰隊護星者（日語：天装戦隊ゴセイジャー）（2010年2月14日－2011年2月6日，朝日電視台）：飾演 阿拉塔／護星紅[1]
- 超級戰隊VS系列劇場（日语：スーパー戦隊VSシリーズ劇場）（2010年5月23日－12月26日，朝日電視台）：飾演 阿拉塔
- 櫻蘭高校男公關部（日語：桜蘭高校ホスト部）（2011年7月22日－9月30日，TBS）：飾演 埴之塚光邦
- 逃亡～為了所愛的你（日語：ランナウェイ〜愛する君のために）（2011年10月27日－12月22日，TBS）：飾演 乾利夫
- Fallen Angel（2012年1月14日－3月24日，BS朝日）：飾演 朝比奈
- 白戶修的事件簿（日语：白戸修の事件簿）（2012年1月27日－3月30日，TBS）：飾演 白戶修
- 青蛙公主（日語：カエルの王女さま）（2012年4月12日－6月21日，富士電視台）：飾演 高垣忍
- 黑之女教師（2012年7月20日－9月21日，TBS）：飾演 望月亮平
- 平清盛（2012年1月8日 - 12月23日，NHK）：飾演 高倉天皇[1]
- Resident～五人實習醫生（日语：レジデント〜5人の研修医）（2012年10月18日－12月20日，TBS）：飾演 美山皆人
- TAKE FIVE～我們能盜取愛嗎～（2013年4月19日－6月21日，TBS）：飾演 矢野昇太郎
- SUMMER NUDE（2013年7月8日－9月16日，富士電視台）：飾演 米田春夫
- 主廚在身邊（2013年7月23日－9月24日，TBS）：飾演 主廚
- 愛在平安夜（日语：恋するイヴ）（2013年12月24日，日本電視台）：飾演 祝和彥
- 失戀巧克力第7話（2014年2月24日，富士電視台）：飾演 中村大介
- 時間的習俗2014年版（日语：時間の習俗）（2014年4月10日，富士電視台）：飾演 須貝新太郎
- 水球不良少年（日語：水球ヤンキース）（2014年7月12日－9月20日，富士電視台）：飾演 木村朋生
- 金田一少年之事件簿N (neo) 第3、4集（2014年8月2日－8月9日，日本電視台）：飾演 加藤賢太郎
- 最強的女人（日语：最強のオンナ）（2014年10月5日，MBS）：飾演 宮木拓也
- 今天不上班（2014年10月15日－12月17日，日本電視台）：飾演 加加見龍生
- 天使之刃（日语：天使のナイフ）（2015年2月22日－3月22日，WOWOW）：飾演 福井健
- 紅與黑劇場 瀬在丸紅子事件簿〜黒貓的三角〜（日语：赤と黒のゲキジョー 瀬在丸紅子の事件簿〜黒猫の三角〜） (2015年2月6日，富士電視台）：飾演 小鳥遊練無
- 紅與黑劇場 三面記事的女人們 -愛之巣-（日语：赤と黒のゲキジョー 三面記事の女たち -愛の巣-）（2015年2月20日，富士電視台）：飾演 桂木結平
- 戰鬥吧！書店女孩（日语：戦う！書店ガール）（2015年4月14日－6月9日，關西電視台）：飾演 三田孝彥
- 戀愛二三事（2015年6月24日，富士電視台）：飾演 黑田智治
- 大人女孩（2015年10月15日－12月17日，富士電視台）：飾演 沢田健太
- 我才不會對黑崎君說的話言聽計從（2015年12月22日、23日，日本電視台）：飾演 白河拓海
- 新春SP 她愛上的職人們～瑪莉為工匠們傾心～（2016年1月6日，東京電視台）：飾演 和田巧
- 家族的形式（2016年1月17日－3月20日，TBS）：飾演 入江春人
- 甜蜜事件簿（日語：ドルチェの雫）（2016年2月12日，NHK）：飾演 店長／本田圭一／井田俊介／添田光一
- 99.9 -刑事專門律師- 第5、6話 （2016年5月15日、5月22日，TBS）：飾演 谷繁直樹
- 房仲女王（日語：家売るオンナ）（2016年7月13日－9月14日，日本電視台）：飾演 足立聰[5]
- 幸福的記憶（2017年1月8日，TBS）：飾演 田島佑[6]
- 哥哥太愛我了怎麼辦？（日语：兄に愛されすぎて困ってます）（2017年4月13日－5月11日）：飾演 芹川高嶺[7]
- 最终幻想XIV 光之父親（日语：ファイナルファンタジーXIV 光のお父さん）（2017年4月19日－5月31日，TBS）：飾演  Maidy / 稻葉光生[8]
- 帝一之國：學生街的咖啡店 （日語：帝一の國～学生街の喫茶店～）第4話「森園の夏合宿大予言」（2017年4月27日，富士電視台）：飾演 森園億人
- 你家是我的事回來了（日語：帰ってきた家売るオンナ）（2017年5月26日，日本電視台）：飾演 足立聰
- 醬汁小姐之戀（日語：ソースさんの恋）（2017年6月1日－7月20日 ，NHK BS Premium）：飾演 宇野正直[9]
- 我們的勇氣 未滿都市2017（日語：ぼくらの勇気 未満都市2017）（2017年7月21日，日本電視台）：飾演 風間
- NHK晨間劇 笑天家（2017年10月2日－2018年3月31日，NHK）：飾演 藤岡新一
- 民眾之敵～在這世上，不是很奇怪嗎！？～（2017年10月23日－12月25日，東京電視台）：飾演 岡本遼
- 北澤一家〜管好自家事〜（日語：もみ消して冬〜わが家の問題なかったことに〜）（2018年1月13日－3月17日， 日本電視台）：飾演 楠木松也
- 高嶺之花（2018年7月11日－9月12日，日本電視台）：飾演  宇都宮龍一
- 可愛萬歲（日語：プリティが多すぎる）（2018年10月18日－12月20日，NTV）: 飾演 新見佳孝
- 家康、建設江户（日語：家康、江戸を建てる）（2019年1月2日－1月3日，NHK）：飾演 春日清兵衛
- 房仲女王的逆襲（日語：家売るオンナの逆襲）（2019年1月9日－3月13日，日本電視台）：飾演 足立聰
- 盡力的女人 （日語：ちょいドラ 盡くす女）（2019年1月12日，NHK）：飾演 木山一己
- 不像遊戲 （日語：遊戯みたいにいかない。 ）第2話（2019年4月25日，日本電視台）：飾演 小野田榮次郎
- 北澤一家〜管好自家事〜 2019夏SP（日語：もみ消して冬 2019夏 〜夏でも寒くて死にそうです）（2019年6月29日， 日本電視台）：飾演 楠木松也
- 你是天才！～渡邊謙的喜劇挑戰！（日語：君は天才！～渡辺謙がコメディーに挑戦！）（2019年8月10日／9月28日，NHK BS Premium）：飾演 千葉雄大（本人）
- 棋盤上的向日葵（日語：盤上の向日葵）（2019年9月8日－9月29日，NHK BS Premium）：飾演 上条桂介
- 大叔的愛-in the sky- （日語：おっさんずラブ-in the sky-）（2019年11月2日－12月21日，朝日電視台）：飾演 成瀨龍
- 小神祭（日語：小さな神たちの祭り）（2019年11月20日，TBC電視台）：飾演 谷川晃
- 最後的女人（日語：最後のオンナ）（2020年1月6日，TBS）：飾演 森山賢太
- 讚啦!光源氏（2020年4月4日－5月23日 ，NHK總合）：飾演 光源氏
  - 讚啦!光源氏 第二季（2021年6月7日－6月28日）
- 雙重預約（日语：ダブルブッキング (テレビドラマ)）（日語：ダブルブッキング）（2020年1月6日，NTV）：飾演 雄二
- 40萬公里彼方之戀（日語：40万キロかなたの恋）（2020年7月25日－8月15日，東京電視台 ）：飾演 高村宗一
- AVALANCHE（2021年10月14日－2021年12月20日，關西電視台）：飾演 牧原大志
- DOUBLE（2022年6月4日－8月6日，WOWOW）：飾演 宝田多家良
- 星降的夜晚（2023年1月17日－3月14日，朝日電視台）：飾演 佐藤春
- unknown 第3話（2023年5月2日，朝日電視台）：飾演 御島崎響太郎
- Unmet 某腦外科醫的日記（2024年4月15日－6月24日，關西電視台・富士電視台）：飾演 星前宏太
- 隔壁的護佐姐姐SP2025（2025年1月11日，日本電視台）：飾演 峰岸虎徹
- 廢柴經紀人！-我來管理廢柴的藝人-（2025年4月20日－6月22日，日本電視台）：飾演 木村三太
- 大追跡〜警視廳SSBC強行犯係〜 第6話（2025年8月13日，朝日電視台）：飾演 柏木亮太

### 電影
- 侍戰隊真劍者VS轟音者 銀幕BANG!!（2010年）：飾演 護星紅（聲音出演）
- 天裝戰隊護星者 EPIC ON THE MOVIE（2010年）：飾演 阿拉塔／護星紅
- 天裝戰隊護星者VS真劍者 Epic on 銀幕（2011年）：飾演 阿拉塔／護星紅
- 豪快者 護星者 超級戰隊199英雄大决戰（2011年）：飾演 阿拉塔／護星紅
- 歸來的天裝戰隊護星者Last Epic（2011年）：飾演 阿拉塔／護星紅
- 櫻蘭高校男公關部 劇場版（2012年）：飾演 埴之塚光邦
- 假面騎士x超級戰隊 超級英雄大戰（2012年）：飾演 護星紅（聲音出演）
- 幕末高中生（2014年7月26日）：飾演 沼田慎太郎
- 閃爍的青春（2014年12月13日）：飾演 菊池冬馬
- Mr. Maxman（日语：Mr.マックスマン） (第七屆沖繩國際電影節上映：2015年3月26日／全日本上映：2015年10月17日) ：飾演 谷口正義
- 通學系列 通學電車（日语：通学シリーズ 通学電車） (2015年11月7日) ：飾演 春
- 通學系列 通學途中（日语：通学シリーズ 通学途中） (2015年11月21日) ：飾演 春
- 我才不會對黑崎君說的話言聽計從 (2016年2月27日) ：飾演 白河拓海
- 殿下萬萬稅（日语：殿、利息でござる!）（2016年5月14日、松竹）：飾演 千坂仲内
- 龐克頭回鄉（日语：モヒカン故郷に帰る） (2016年4月9日) ：飾演 田村浩二
- 全員單戀中（日语：全員、片想い）-早餐的熱氣 (2016年7月2日) ：飾演 桐生要[10]
- Bros. Maxman（日语：Bros.マックスマン）（2017年1月7日）：飾演 谷口正義[11]
- 暗黑女子（2017年4月1日）：飾演 北条
- Relife（2017年4月15日）：飾演 夜明了[12]
- 帝一之國（日語：帝一の國）（2017年4月29日）：飾演 森園億人[13]
- 哥哥太愛我了怎麼辦？（日语：兄に愛されすぎて困ってます）（2017年6月30日）：飾演 芹川高嶺[7]
- 亞人（2017年9月30日）：飾演 奥山真澄
- N.Y.MAXMAN（日語：N.Y.マックスマン）（2018年2月17日）：飾演 谷口正義
- 大聲點笨蛋！完全不知道你在唱什麼（日語：音量を上げろタコ！なに歌ってんのか全然わかんねぇんだよ！！）（2018年10月12日）：飾演 坂口
- 原本以為只是手機掉了（日語：スマホを落としただけなのに）（2018年11月2日）：飾演 加賀谷學
- Run! T High School Basketball Club（日語：走れ！T校バスケット部）（2018年11月3日）：飾演 北条一紀（友情出演）
- 人間失格：太宰治和三個女人們（日語：人間失格 太宰治と3人の女たち）（2019年9月13日）：飾演 太田薫
- 決算!忠臣蔵（2019年11月22日）：飾演 磯田武太夫
- 原本以為只是手機掉了2 (日語：スマホを落としただけなのに 囚われの殺人鬼）（2020年2月21日）：飾演 加賀谷學
- 不讓小孩子知道（日語：子供はわかってあげない）（2021年8月20日）：飾演 門司明大

### 網路劇
- Heather LOVE Short Movies（日语：Heather LOVE Short Movies） （2012年10月20日）：飾演 健人
- SP黑金丑嶋君 （2014年3月14日 - 5月17日，Bee TV）：飾演 新庄祐紀
- 大叔的愛-in the sky-～ 年末年始SP（日語：おっさんずラブ-in the sky- ～ゆく年くる年SP～ 前編・後編）（2019年12月24日 - 12月25日，AbemaTV）：飾演 成瀨龍
- HOT MOM!（2021年3月19日－4月9日，亞馬遜影片）- 剧集翻拍自《辣妈正传》：飾演 三村元哉

### 綜藝節目
- ザ・プライムショー（WOWOW）- 2012年7月23日播出的該集節目主持人[14]
- 週五維京人(維京人系列節目)（日语：バイキング_(テレビ番組)）（2014年4月4日 - 2015年3月27日，富士電視台）：禮拜五單元常規來賓之一
- 夫妻廚房（日语：カップルキッチン）（2014年7月16日，富士電視TWO）：與秋元才加以本名飾演夫妻共同主持。
- 千葉ヒャダ 難搞男子之旅～久保みねヒャダ番外篇＜富士綜藝夜 SAT＞（日语：久保みねヒャダ）「千葉ヒャダこじらせ男子旅・仙台編」（2015年10月11日，富士電視台）
- 老い愛で子さんのご自愛ください。〜ポジティブエイジングメソッド〜（2016年6月，東京電視台 ）：飾演 輝良光男 [15]
- 千葉ヒャダこじらせ男子旅 ～千葉雄大がヒャダイン実家へ～（2016年11月27日，富士電視台）
- 久保みねヒャダ こじらせナイト ～SP 今夜は最終回プレイ～「千葉ヒャダこじらせ男子旅完全版in沖繩」（2017年9月24日，富士電視台）
- ボキャブライダー（2018年3月12日／2018年4月2日–2019年3月25日、NHK Eテレ） - スキット的出演者
- 久保みねヒャダ明けましてこじらせナイト寿SP「千葉ヒャダこじらせ男子旅inL.A.」（2019年1月1日，富士電視台）
- 久保みねヒャダ明けましてこじらせナイト寿SP「千葉ヒャダこじらせ男子旅第5弾・台湾編」（2020年1月1日，富士電視台）

### 舞台劇
- 體操男孩 vol.2（2011年）：飾演 水原護
- 朗讀劇 Love Letters (ラヴ・レターズ) 〜2012 22nd Anniversary〜 (2012年9月20日) ：飾演 アンディ
- 危險關係 （日語：危険な関係）（2017年10月8日 - 11月14日） - ダンスニー騎士 役
- 波族傳奇（日語：ポーの一族) （2021年1月-2月）：飾演 阿郎 Alan Twilight

### 廣告
- プリマハム「天裝戰隊ゴセイジャーソーセージ」（2010年）
- バンダイ「ゴセイジャージャケット」（2010年）
- 資生堂「ELIXIR SUPERIEUR ハリマドンナ秋篇」（2010年）
- 西川リビング （2013 - 2018年）
- Hoya 隱形眼鏡「Eyecity 系列」（2014 - 2015年）[16]
- PAPICO CC 冰棒 （2016年）
- 鈴乃屋 和服（2016年）
- 三井住友カード Apple Pay（2016年12月 - 2018年3月）
- 江崎Glico 牛奶咖啡「執事登場篇」（2017年）
- Square Enix Final Fantasy XIV「光の父親 Ver.」（2017年4月）
- Benesse ベネッセ 進研ゼミ（2018年）
- 大五うなぎ工房「土用丑の日篇」（2018年3月 - ）
- P＆G 男女兼用レノアハピネス（2018年9月）
- 日清 ラ王（2018年9月 - ）
- UR賃貸住宅（2018年12月 - )
- TIS INTEC GROUP （2020年1月 - ）
- ミンティア（Mintia）無糖薄荷糖 （2020年3月 - ）

### 廣播
- SCHOOL OF LOCK!（2008年）受験生応援グッズ 以「Toppa（トッパ）」模特兒出現[17]
- 久保ミツロウ跟能町みね子的All Night Nippon!（2014年2月18日）「人生が変わらないなら人生観を変えればいいじゃないスペシャル」ゲスト[18]
- 日產 啊！安部禮司〜BEYOND THE AVERAGE（2015年）節目內活動「ABE-GIG in日本武道館　～10年一次的大家族會議～」
- おぎやはぎのメガネびいき（日语：おぎやはぎのメガネびいき） （2016年5月5日，2017年4月20日）ゲスト日
- SCHOOL OF LOCK!（2017年9月26日，10月3日）「アレキサンドLOCKS!」ゲスト
- TBSラジオドラマスペシャル「ふたご」（2018年6月17日，TBSラジオ，廣播劇）：飾演 月島悠介
- 千葉雄大のMY ROOM RADIO（2020年1月13日，ニッポン放送）

### MV
- Violent is Savanna（日语：Violent is Savanna）「アワイロサクラチル」（2011年）
- 中村舞子（日语：中村舞子）「届きそうな距離で…。」（2011年）
- 鹽谷早耶香（日语：塩ノ谷早耶香）「Dear Heaven」（2013年）
- Silent Siren「I×U」（2013年）
- nano「INFINITY≠ZERO」(2014年，幕末高中生主題曲)
- nano「SABLE」(2014年，M3～黑色鋼鐵～ED2)
- STRAIGHTENER（日语：ストレイテナー）「DAY TO DAY」（2015年）[19]
- 大森靖子「draw（A）drow」（2017年）

### 雜誌
- CHOKi CHOKi（日语：CHOKi CHOKi）：專屬模特兒
- WiNK UP（日语：WiNK UP）：模特兒
- duet（日语：duet）：模特兒
- B-PASS（日语：B-PASS）：模特兒及專欄《千葉雄大的DoReMiFaSoRaSi Doron～》

### 電視動畫配音
- 金田一少年之事件簿R 第2期（小林龍太郎）
- 精靈寶可夢 太陽&月亮（伊利馬）

### 劇場版動畫配音
- 電影版妖怪手錶：光影之卷 鬼王的復活（月浪冬馬）

### 電影配音
- 復活反斗王（イースターラビットのキャンディ工場，Hop）（2011年8月19日） - 佛瑞德（Frederick "Fred" O'Hare）
- 彼得兔（ピーターラビット，Peter Rabbit）（2018年5月18日） - 彼得兔
- 彼得兔兔（ピーターラビット2/バーナバスの誘惑，Peter Rabbit 2: The Runaway）（2020年5月22日） - 彼得兔

## 書籍

### 雜誌
- CHOKi CHOKi（日语：CHOKi CHOKi） - 専属モデル[20]
- WiNK UP - モデル
- duet（日语：duet）- モデル
- B-PASS - モデルと連載コーナー：千葉雄大の「ドレミファソラシどろん♪」

### 写真集
- Yudai（2010年、学習研究社）[21] ISBN 978-4-05-404674-0
- 青写真（2012年、ワニブックス（日语：鱷魚書社））[22] ISBN 978-4-8470-4460-1
- CHIBA YUDAI SPECIAL BOOK（2014年、宝島社） ISBN 978-4-8002-2198-8
- 横顔（2018年、ワニブックス）[23] ISBN 978-4-8470-4979-8
- 彩り（2019年、ワニブックス）[24] ISBN 978-4-8470-8193-4

### 小説封面
- 君に伝えて… (著：ひな、集英社ピンキー文庫）
  - First Kiss（2012年5月25日）
  - More Kiss（2012年6月22日）
  - Love&Kiss（2013年1月25日）
  - Love&Kiss&More（2013年2月22日）
- 君と私の関係図　キス。のち秘め恋。（著：睡蓮華、集英社ピンキー文庫）
- 通学時間 〜君は僕の傍にいる〜 comic&stories（著：みゆ・月島珊瑚、集英社ピンキー文庫）
  - 1（2014年7月25日）
  - 2（2014年9月25日）

## 影片作品
- GRANDEUR（2010年、ポニーキャニオン）[25]

## 獲獎紀錄
2015年
- 2015年最佳穿搭獎 20歲年齡層男性組

2017年
- 第40回日本電影金像獎 最佳新人獎 《殿下萬萬稅》
- BEAUTY WEEK AWARD 2017 男優部門

2019年
- WEIBO Account Festival in Japan 2019 注目俳優賞

## 外部連結
- 官方网站
- 千葉雄大經紀公司官方網頁（页面存档备份，存于）（日語）
- 千葉雄大─LINE部落格（页面存档备份，存于）（日語）
- 千葉雄大的Ameba部落格（日語）（页面存档备份，存于）（日語）
- 千葉雄大的Instagram帳戶
- 千葉雄大的新浪微博

| 前任： 松坂桃李 夏居瑠奈 （侍戰隊真劍者） | 日本超級戰隊系列紅色戰士演員 天裝戰隊護星者 2010年2月14日－2011年2月6日 | 繼任： 小澤亮太 （海賊戰隊豪快者） |